# Baie Iouratskaïa
La baie Iouratskaïa (en russe : Юрацкая губа) est une baie située au nord de la péninsule de Gydan, dans le district autonome de Iamalo-Nénétsie, au nord de la Russie. 
Située entre le golfe de l'Ob et le golfe du Ienisseï,  deux des plus grands fleuves de Russie, la baie s'ouvre sur la mer de Kara. Elle mesure environ 40 km de long et 33 km de large au maximum.
De forme ronde et régulière, elle se situe à l'est de la baie de Gydan dont elle est séparée par la péninsule Mamonta. Au nord, à l'extérieur de la baie, se trouve l'île Oleni.
La baie Iouratskaïa est entourée par la toundra et de nombreuses rivières se jettent dans la baie. Les hivers sont longs et froids dans les environs, les eaux de la baie demeurent gelées neuf mois par an.
L'établissement de Matyuysale est situé au nord-est de la baie.